# Сокол в Голливуде
«Сокол в Голливуде» (англ. The Falcon in Hollywood) — американский детективный фильм с элементами комедии режиссёра Гордона Дугласа, который вышел на экраны в 1944 году. Это десятый из шестнадцати фильмов киносерии о сыщике-любителе по прозвищу Сокол и седьмой фильм, в котором главную роль сыграл Том Конуэй.
В этом фильме Сокол (Конуэй) вместе с добровольной помощницей, симпатичной таксисткой Билли (Веда Энн Борг) расследует серию убийств в Голливуде, связанных с производством фильма «Волшебные мелодии». После того, как убивают исполнителя главной роли, под подозрение попадают его жена, работающая костюмером (Джин Брукс), её любовник, режиссёр фильма (Константин Шэйн), начинающая киноактриса (Барбара Хейл) и кинозвезда (Рита Кордэй), бизнесмен с криминальным прошлым (Шелдон Леонард), а также невротический продюсер фильма Мартин Дуайер (Джон Эббот). После ранения режиссёра и убийства бизнесмена Соколу удаётся вычислить убийцу и остановить его.
Несмотря на сдержанные отзывы критики после выхода фильма на экраны, он принёс приличную прибыль. Современные критики высоко оценивают картину, отмечая увлекательный сценарий, точную режиссёрскую работу, великолепные натурные съёмки в исторических местах Лос-Анджелеса, а также на территории студии RKO Pictures, и сильную актёрскую игру, особенно, со стороны Тома Конуэя и Веды Энн Борг.
Идея фильма с намеренным доведением кинопроекта до банкротства с целью присвоения денег инвесторов позднее была использована Мелом Бруксом в его чёрной комедии «Продюсеры» (1968).

## Сюжет
Галантный частный детектив Том Лоуренс (Том Конуэй), известный как Сокол, во время отпуска в Лос-Анджелесе приходит на ипподром «Голливуд-Парк», где к нему обращаются инспектор полиции Макбрайд (Эмори Парнелл) и лейтенант Хиггинс (Фрэнк Дженкс). Макбрайд спрашивает, не знает ли Том, где может находиться владелец казино Луи Бьюкенен (Шелдон Леонард), которого он в своё время помог посадить в тюрьму. Ответив, что ему это не известно, Том находит своё место на трибуне и садится, замечая Луи, который стоит позади него. Луи, который недавно вышел на свободу, угрожает Тому, чтобы тот больше не лез в его дела. Луи уходит, а на место рядом с Томом садится популярная актриса Лили Д’Аллио (Рита Кордэй), которая увлечена нумерологией. Когда она уходит, чтобы сделать ставку, на её место, явно скрываясь от кого-то, подсаживается красивая девушка (Барбара Хейл), к которой тут же подходят Макбрейд и Хиггинс, получившие информацию, что это Пегги Калахен, подружка Луи. Том однако заявляет, что это его кузина, после чего детективы вынуждены уйти. Оставшись с девушкой наедине, Том называет её Пегги, заявляя, что помнит её по выступлениям в казино у Луи. Она говорит, что Луи просил её здесь с ней встретиться. Однако она не его девушка и никогда ей не была, с чем Луи никак не может смириться. Когда начинается очередной забег, Пегги незаметно уходит, случайно прихватив вместо своей сумочки, сумочку Лили. Вскоре возвращается Лили, и они вместе с Томом следят за скачками. После завершения заезда, где выиграла лошадь, на которую поставила Лили, она обнаруживает, что её сумочка пропала.
Чтобы вернуть сумочку, Том отправляется за Пегги, которая садится в свой автомобиль и уезжает на киностудию «Сансет». Том быстро ловит такси, которым управляет остроумная женщина-таксист Билли Аткинс (Веда Энн Борг), которая подрабатывает в Голливуде каскадёршей. Вслед за ними на своей машине едет Луи. Билли, которая очень рискованно ведёт машину, приходит в большое возбуждение, когда узнаёт, что везёт самого Сокола, и Том вынужден попросить её остановиться, однако Билли продолжает преследование. Вслед за Пегги они пытаются въехать на территорию киностудии, однако их машину не пропускает охранник Эд Джонсон (Уолтер Содерлинг). Обманным путём Том и Билли всё-таки проникают на студию. Подойдя к ближайшему съёмочному павильону, Том слышит выстрел и крики. Зайдя внутрь, он видит, что там никого нет, однако затем замечает тень за стеклянной дверью. Открыв дверь, Том видит в темноте тело мёртвого человека, который зажал в руке большое кольцо необычной формы.
Том пытается преследовать того, кто хлопнул дверью, в итоге попадая в отдел женского платья студии. Он заходит в кабинет художника по костюмам Роксаны Майлс (Джин Брукс), которая, похоже, появилась там только что. Роксана просит Тома удалиться, и он выходит на улицу, где натыкается на охранника Джонсона, который ведёт за руку Билли. Том говорит охраннику об убийстве, и они вместе направляются в павильон. Они проходят к тому месту, где лежало тело, обнаруживая, что там происходит драка. Том вмешивается и бьёт одного из дерущихся, после чего выясняется, что он испортил съёмку сцены фильма. Возмущённый режиссёр фильма Алек Хоффман (Константин Шэйн) просит Тома объясниться. Том говорит, что видел здесь труп, однако Алек отвечает, что это невозможно, так как они работают здесь уже десять минут. Другие актёры также утверждают, что не видели никакого тела. Том замечает актёра, который выглядит и одет точно также, как и труп, однако это не он. Тот заявляет, что работает дублёром звезды картины Теда Майлса при съёмках драк и сцен экшна. Алек добавляет, что Тед закончил свои съёмки два часа назад и уехал домой. Появляется продюсер фильма Мартин Дуайер (Джон Эбботт), недовольный тем, что съёмки приостановлены. Когда Том говорит об убийстве, продюсер заявляет, что кто-то пытается сорвать его картину. Он с успехом отработал пять лет на Бродвее, и теперь делает свой первый фильм, который сопровождаются бесконечными остановками, инцидентами, а теперь и убийством. Когда продюсер и режиссёр погружаются в обсуждение причин отставания от съёмочного графика, охранник Джонсон выводит Тома и Билли из павильона. По дороге Том замечает гримирующуюся Пегги, забирая у неё сумочку Лили, в которой хранится выигрышный билет. Она говорит, что ничего не знает о сумочке, и вообще она не Пегги, а Лорейн Эванс, и именно под этим именем её знают на студии.
Выйдя из павильона, Том встречает Лили, отдавая ей её сумочку, которая в знак благодарности целует его в губы. Лили объясняет, что Дуайер пообещал ей главную роль в этом фильме, однако обманул её, и она приехала с ним объясниться. Затем, спрятавшись на тележке, перевозящей реквизит, Том и Билли ускользают от охранника. Они заходят в реквизиторскую, не подозревая, что за ними следит Луи. Наконец, Том замечает промелькнувшую тень и убегает вслед за ней, а Билли тем временем натыкается на труп, который сидит в кресле. Том немедленно возвращается на её крик, и Билли узнаёт в мёртвом Теда Майлза, однако кольца на его пальце уже нет. Билли сообщает, что Тед женат на Роксане, которая работает на студии художником по костюмам. Он считался красивым, но не особенно талантливым актёром, который однако купался в деньгах. Том считает, что деньги могли стать мотивом для убийства, подозревая Роксану. Билли подтверждает, что ходили слухи об их скандалах и возможном разводе. Том собирается позвонить в полицию, после чего выйти из дела и продолжить свой отпуск, однако Билли хочет, чтобы он продолжил расследование. В окно они видят, как Роксана в своём кабинете рвёт какие-то бумаги. Чтобы проверить это, Том звонит ей по телефону. Представившись охранником, Том говорит, что с её мужем произошёл несчастный случай. Одновременно он видит в окно, что Роксана совершенно спокойна, явно не испытывая никой вины по этому поводу.
Роксана звонит по телефону Алеку, вызывая его на встречу и сообщает, что что-то случилось с Тедом, который находится в реквизиторской. Том и Билли следят за Роксаной и Алеком, которые находят мёртвого Теда. Роксана говорит Алеку, что не может перед ним претворяться, что переживает, так как ему известно, что она ненавидела мужа. Она мечтала о том дне, когда избавится от него, и Тед знал об этом. Он знал и о том, что Роксана хочет выйти замуж за Алека. В этот момент к ним подходят Том и Билли, намекая на то, что они могли быть заинтересованы в смерти Теда. Когда возмущённый Алек уже готов полезть в драку, появляется охранник Джонсон, который выводит Тома и Билли. Том указывает охраннику на труп, после чего вместе с Билли убегает.
Они садятся в такси Билли, и Том просит отвезти его в гостиницу, но Билли привозит его к дому, в котором жил Тед Майлз. Выдав себя за полицейского, расследующего убийство, Том проходит в квартиру Майлза. Осматривая квартиру, Том обращает внимание на фотографию Пегги, которая стоит на комоде, после чего отправляет Билли из квартиры под предлогом, чтобы она сделал дубликат ключа. Изучая деловые документы Теда, Том находит контракт, согласно которому Дуайер продал Теду долю в 25 % в снимаемом фильме «Волшебная мелодия» за 50 тысяч долларов. Вскоре в квартире появляется Пегги, объясняя Тому, что вынуждена использовать на студии другое имя, так как по её настоящему имени могут отследить её прошлое, что может помешать её карьере. Она говорит, что после того, как услышала о смерти Теда, пришла забрать свою фотографию, которую дала ему, так как опасается, что если фотографию найдут, то репортёры могут раздуть из этого сенсацию. Однако Пегги утверждает, что Тед был для неё просто хорошим другом. Он помог ей вырваться от Луи, а в Голливуде уговорил Дуайера попробовать её на роль в его фильме.
В этот момент через окно кто-то стреляет в Тома, однако пуля проходит мимо. Том догадывается, что стрелял Луи, и Пегги с ним заодно, но она категорически это отрицает. Тем временем через разбитое окно заходит Луи с пистолетом в руке, заявляя Тому, что выстрелил мимо намеренно, в порядке напоминания. В ответ на обвинения Тома Луи заявляет, что не убивал Майлса, хотя и не любит, когда кто-то крутится вокруг его девушки, говоря, что то же касается и Тома. Пегги возмущённо заявляет, что она не его девушка и просит перестать её преследовать. Луи спокойно отвечает, что дождётся своего часа. В этот момент в квартиру по телефону звонит управляющий, заявляя, что пришли два детектива. Том говорит, что это самозванцы и не разрешает их пропускать. Луи убегает через окно, а Том и Пегги также собираются уйти, но в дверях натыкаются на детективов. Пока Том отвлекает их разговорами, Пегги забирает свою фотографию и незаметно убегает, а вслед за ней приходит Билли с новым комплектом ключей. Пока Макбрайд допрашивает Тома, Билли замечает в стене дыру от пули, на что Том говорит, что в него стрелял Луи. Узнав, что Том был первым на месте убийства Майлса, а теперь оказался в квартире убитого, Макбрайд уводит его на допрос.
В кабинете Дуайера детективы закончили допрос Тома и Билли. Дуайер жалуется, что теперь ему придётся переснимать практически весь фильм, заявляя, что кто-то пытается разорить его. На вопрос Тома о доле, которую Тед купил в снимаемом фильме, Дуайер подтверждает это, а затем рассказывает, что этим утром Том пришёл к нему, попросив срочно дать ему 50 тысяч. Он проиграл крупную сумму в азартные игры, и стал получать угрозы и требования срочно погасить долг. Тед заподозрил, что это могли быть мошенники с Восточного побережья, на что Макбрайд предположил, что это очень похоже на Луи. Далее Дуайер рассказывает, что отдал Теду кольцо с уникальным рубином, чтобы расплатиться им с человеком, который ему угрожал. Приходит охранник Джонсон, сообщая, что орудие убийства на съёмочной площадке так и не обнаружено.
Хоффман снимает танцевальную сцену с участием Пегги, когда в павильоне появляются детективы. После остановки съёмки детективы собирают всю группу, и просят каждого сказать, где он находился в момент убийства. Один из актёров предлагает в первую очередь допросить Лили, которая предсказала убийство. Лили объясняет, что получала знаки и с помощью нумерологии вычислила это убийство, однако её никто не хотел слушать. Поняв, что это ни к чему не приведёт, детективы спрашивают Хоффмана, который говорит, что в момент убийства был в макетном цехе, где проверял ход изготовления реквизита. Забрав Хоффмана и Дуайера, детективы направляются в макетный цех, тем временем Том вместе с Билли заходит в соседний цех, где изготавливают гипсовые фигуры. Разбив одну из только что законченных скульптур, Том находит среди обломков пистолет, который передаёт подошедшему Макбрайду. Том обвиняет Хоффмана, который по пути в макетный цех бросил пистолет в ещё свежий гипс, доказательством чего служит гипс, прилипший к его ботинкам. Работник цеха подтверждает, что Хоффман заходил ненадолго, после чего режиссёр сознаётся, что пытался спрятать пистолет, однако он не убивал Теда. Том заявляет, что Хоффман слишком охотно признаётся, что наводит на мысль о том, что он кого-то покрывает. Детективы надевают на Хоффмана наручники и уводят его. На возражения Дуайера Макбрайд заявляет, что тому пора начать искать себе нового режиссёра.
На следующее утро Дуайер отменяет все съёмки. Роксана приглашает Тома на съёмочную площадку, заявляя, что Хоффман не виновен, и она хочет ему помочь. Том понимает, что режиссёр ей не безразличен. Она говорит, что несмотря на то, что у Хоффмана тяжёлый характер, он очень талантливый режиссёр, и эта картина доказала бы это и дала новый старт его карьере. Том отвечает, что её слова не снимают подозрения ни с Хоффмана, ни с неё. В этот момент появляется ассистент продюсера, сообщая группе, что вместо того, чтобы искать нового режиссёра, Дуайер решил прекратить производство картины. Роксана вместе с Томом приходят к Дуайеру, который жалуется, что кто-то с самого начала работы вредил их картине. Том говорит, что лучший способ всё выяснить — это продолжить съёмки, но Дуайер говорит, что не может снимать картину без режиссёра. В этот момент появляются Макбрайд и Хиггинс с орудием убийства, заявляя, что оно зарегистрирвоано на Дуайера. Тот отвечает, что две недели назад пистолет у него украли, и показывает документ, подтверждающий, что он подал соответствующее заявление. В этот момент в кабинет вбегает довольная Пегги, заявляя, что Хоффмана выпустили под залог, и теперь они смогут продолжить работу над картиной. Дуайер даёт соответствующие указания, и группа направляется на съёмки к бассейну на вилле Лили Д’Аллио, куда следом приезжает и Луи. Вскоре появляется и Лили, которая, как выясняет Том, заплатила залог за Хоффмана. Лили объясняет, что она очень близка с Хоффманом, который снял её в нескольких фильмах. Что же касается Роксаны, то Хоффман по определённым причинам только делает вид, что у них отношения, однако она ему не пара.
У приехавших детективов Том спрашивает, почему они выпустили подозреваемого Хоффмана, на что Макбрайд отвечает, что у него нет мотива и против него недостаточно улик. Хоффман приступает к съёмкам очередной сцены, в которой Пегги стреляет из пистолета. Орудие однако оказывается не бутафорским, а настоящим, и Пегги, выстрелив, тяжело ранит Хоффмана. Перед выстрелом Лили успела закричать, чтобы съёмка была остановлена, однако, снова услышав от неё о нумерологии, Макбрайд отпускает её. Чтобы выяснить, в каком направлении стреляла Пегги, Макбрайд и Том просят операторов быстро проявить плёнку и показать им. Тем временем Билли в качестве подозреваемого называет индийского актёра Моххамеда Ногари (Юсефф Али), который передал Пегги пистолет. Хиггинс же указывает на Роксану, которая в сговоре с Хоффманом решила завладеть деньгами Теда, а затем решила устранить и самого режиссёра. Макбрайд в свою очередь подозревает Дуайера, не доверяя информации о том, что пистолет у него украли. Том также добавляет к числу подозреваемых Лили, которая сделала несколько подозрительных предсказаний, ссылаясь на нумерологию. Кроме того, Хоффман явно выгораживал кого-то, и Том предполагает, что это была Лили, которая, боясь, что он заговорит, добилась его выхода под залог, чтобы его убить. Подходит возмущённая Роксана, требуя, чтобы Лили оставила Алека в покое, на что та отвечает, что они с Хоффманом собираются пожениться. Роксана обвиняет Лили в том, что она засадила Алека в тюрьму, отдав ему пистолет, чтобы защитить себя. Лили сознаётся, что кто-то подсунул пистолет в её машину, пытаясь подставить её. Она попросила Алека помочь, и он забрал у неё пистолет и сказал, чтобы она никому ничего не рассказывала. Ввиду открывшихся обстоятельств детективы уводят Лили на допрос. Тем временем Том незаметно следует за Пегги, которая на автостоянке встречается с Луи. Пегги оправдывается, что не знала, что пистолет был заряжен, однако признаёт, что ненавидела Хоффмана. Подозревая, что в покушении на Хоффмана замешан Луи, Том собирается доставить его в полицию, тот заявляет, что знает имя убийцы, и на завтра обещает представить соответствующие доказательства. Пегги подбирает с земли пистолет Луи, разоружает Тома и даёт Луи уехать. После его отъезда Пегги говорит, что должна была помочь Луи, так как он действительно выяснит, кто стрелял на самом деле. Она говорит, что у Луи есть свои недостатки, но он всегда держит своё слово. В этот момент появляется Билли, которая отводит Тома к бассейну, где выясняется, что вся отснятая за день плёнка засвечена. Полиция задерживает охранника студии Джонсона, который должен был отвезти плёнку в проявочную лабораторию, но получил удар по голове и не может сказать, что произошло дальше. Как выясняется, два года назад Джонсон получил дома травму головы, попытавшись обвинить в этом студию, однако проиграл дело. После этого полиция забирает охранника по подозрению в убийстве. Том подходит к Пегги и говорит, что ей очень повезло, что плёнка испорчена, и теперь никто не узнает, куда она целилась.
На следующее утро Пегги везёт Тома на встречу с Луи на стадион «Колизей», где Пегги сообщает Тому, что Луи также вложил деньги в картину Дуайера, и сейчас приехал, чтобы посмотреть, что происходит с его вложением. Именно благодаря этой инвестиции Пегги попала в эту картину. Тед уговорил Луи вложить деньги в картину, а затем помог Пегги получить роль. В этот момент на своём такси прямо к трибунам подъезжает Билли, а затем они все замечают, как по лестнице, спотыкаясь, спускается Луи. В конце концов, он падает, и подбежавший Том видит у него на пальце большое рубиновое кольцо, то же самое, что было у Теда. Том устанавливает, что, судя по внешним признакам, Луи отравили. В этот момент подбегают детективы, которые следили за Пегги, зная, что она приведёт их к Луи. Том обращает внимание детективов на кольцо, которое в древней Индии использовалось для отравления. Спрятанный в кольце яд через кожу проникает в кровь того, кто надевает его на палец, и жертва таинственным образом умирает. Макбрайд увозит всех в участок. По дороге Хиггинс показывает Макбрайду список должников Луи, который он нашёл в его кармане, в который входят Майлс, Лили, Хоффман, и ещё четверо других человек. Том однако поправляет, что в действительности это список тех, кто вложил деньги в картину Дуайера. Но самого преступника в списке нет. Это сам Дуайер. Макбрайд не верит в версию, что продюсер сознательно разрушает свою картину, доводя её до банкротства. Однако, по словам Тома, именно в этом была цель Дуайера, который продал доли по 25 % восьми инвесторам. Если бы картина была закончена и пошла в прокат, Дуайер должен бы был отвечать перед инвесторами за распределение прибыли.
Из окна своего кабинета Дуайер видит, как Макбрайд в сопровождении Тома и остальных направляются к нему. Спрятав в газете пистолет, Дуайер встречает гостей, отвечая на обвинения Тома, что не мог так обмануть инвесторов, так как это привело бы его к банкротству. Том утверждает, что именно этого Дуайер и добивался — довести фильм до банкротства, чтобы присвоить себе скрытые деньги. Однако, продолжает Том, Тед и Луи узнали об этой афере, и Дуайеру пришлось убрать их. Том обвиняет Дуайера в том, что он целенаправленно вёл картину к провалу, взяв неизвестных актёров и излишне вспыльчивого режиссёра, и вопреки своей бродвейской специализации на драме почему-то взялся за мюзикл. И, несмотря ни на что, получалась хорошая картина, Дуайер не мог допустить, чтобы она была закончена. Когда Тед и Луи потребовали вернуть их деньги, Дуайер расплатился с ними отравленным кольцом, в результате чего они умерли. Тед не успел его надеть, и Дуайер его просто застрелил из пистолета, который у него якобы похитили. Когда Том поворачивается к Макбрайду с просьбой проверить остальных инвесторов по списку, Дуайер достаёт пистолет, и, угрожая всем, убегает, сделав несколько выстрелов в дверь. Макбрайд организовывает погоню по студии, и вскоре Том и Билли замечают Дуйаера в одном из павильонов. Дуайер открывает стрельбу, Том стреляет в ответ. Начинается перестрелка, в ходе которой Том ранит Дуайера, который падает с верхнего яруса вниз и разбивается. Том прощается с детективами и актёрами, и уезжает на такси Билли, чтобы продолжить свой отпуск.

## В ролях
- Том Конуэй — Том Лоуренс
- Барбара Хейл — Пегги Каллахан
- Веда Энн Борг — Билли Аткинс
- Джон Эбботт — Мартин С. Дуайер
- Шелдон Леонард — Луи Бьюкенен
- Константин Шэйн — Алек Хоффман
- Эмори Парнелл — инспектор Макбрайд
- Фрэнк Дженкс — лейтенант Хиггинс
- Джин Брукс — Роксанна Майлс
- Рита Кордэй — Лили Д’Аллио
- Уолтер Содерлинг — Эд Джонсон
- Юсефф Али — Моххамед Ногари

## Создатели фильма и исполнители главных ролей
Режиссёр Гордон Дуглас за время своей карьеры, охватившей период с 1936 по 1977 год, поставил 68 фильмов. Как отметил историк кино Гленн Эриксон, «способный режиссер Гордон Дуглас на протяжении многих лет работал с фильмами категории В», пока в 1950-е годы не стал режиссёром фильмов категории А. Среди наиболее успешных фильмов Гордона — комедия с Лорелом и Харди «Круиз» (1940), фильм нуар «Распрощайся с завтрашним днём» (1950), фантастический хоррор «Они!» (1954), вестерн «Форт Доббс» (1958), музыкальная комедия «Робин и семь гангстеров» (1964), а также детективные триллеры с Фрэнком Синатрой «Детектив» (1967) и «Тони Роум» (1967).
Том Конуэй сыграл в популярных психологических хоррорах студии RKO Pictures «Люди-кошки» (1942), «Я гуляла с зомби» (1943) и «Седьмая жертва» (1943). В период с 1942 по 1946 год Конуэй исполнил роль Сокола в десяти фильмах цикла подряд. После этой картины он появился в роли Сокола ещё трижды. Хотя Конуэй продолжал активно сниматься вплоть до начала 1960-х годов, однако со второй половины 1940-х годов ему доставались либо главные роли во второстепенных фильмах, либо роли в более интересных фильмах, таких как «Повторное исполнение» (1947), «Веселье в уикэнд» (1947), «Одно прикосновение Венеры» (1948) и «Смерть негодяя» (1956), однако, как правило, это были небольшие и малозначимые роли.
Как отмечает историк кино Стив Льюис, «возможно, этот фильм вершиной в кинокарьере Веды Энн Борг», которая также сыграла роли второго плана в популярных фильмах «Любовь, которую я искал» (1937), «Признание» (1937), «Кид Галахад» (1937), «Сан-Квентин» (1937), «Тень» (1940), «Милдред Пирс» (1945), «Холостяк и девчонка» (1947) и «Большой Джим Маклейн» (1952).
Барбара Хейл более всего известна по роли секретарши и помощницы заглавного героя Деллы Стрит в многолетнем судебном телесериале «Перри Мейсон», которую она сыграла в 271 эпизоде в период 1957—1966 годов. Эта роль принесла актрисе прайм-таймовую премию «Эмми» в 1959 году, и номинацию на эту премию в 1961 году. Среди киноработ Хейл наиболее удачными были фильмы нуар «Окно» (1949) и «Лёгкая мишень» (1949), музыкально-биографический фильм «Джолсон снова поёт» (1949), комедия «Большой куш» (1950) и триллер «Аэропорт» (1970).
Рита Кордэй за время своей актёрской карьеры, охватившей период с 1943 по 1953 год, сыграла в 25 фильмах, среди которых фильмы «Сокол наносит ответный удар» (1943), «Сокол и студентки» (1943), «Сокол в Сан-Франциско» (1945) и «Алиби Сокола» (1946) с Конуэем в заглавной роли, хоррор «Похититель тел» (1945), исторический приключенческий фильм «Ссылка» (1947) и исторический хоррор «Чёрный замок» (1952).

## История создания фильма
Это десятый из 16 фильмов киноцикла о Соколе, в десяти из которых главную роль сыграл Том Конуэй.
Съёмки фильма проходили в таких исторических местах, как ипподром «Голливуд-Парк» (англ. Hollywood Park Racetrack) и Мемориальный колизей Лос-Анджелеса, а также офисы, съёмочные павильоны, технические отделы и территория студии RKO Pictures.
Как пишет историк кино Гленн Эриксон, «реклама (фильма) обещала взгляд изнутри на работу киностудии, а съемки на территории студии RKO без специальных декораций сэкономили доллары военного времени». Как подчёркивает критик, «опытный сценарист Майкл Джерати следит за тем, чтобы фильм в полной мере использовал территорию студии: важные подсказки обнаруживаются в гипсовой модели, миниатюре для спецэффектов, катушке пленки и драгоценном камне из глаза причудливой статуи».
Премьера фильма состоялась 8 декабря 1944 года.
Этот фильм был одним из самых популярных в серии фильмов о Соколе, принеся прибыль в размере 115 000 долларов.

## Оценка фильма критикой

### Общая оценка фильма
После выхода фильма обозреватель «Нью-Йорк Таймс» Босли Краузер дал ему невысокую оценку, назвав частью «изрядно потрепанной детективной серии». По мнению критика, «единственной интригующей чертой фильма является небольшая экскурсия по студии RKO». По его словам, посмотреть на «площадки, где создаются картины, необычайно интересно», однако возникает вопрос, «почему они не использовались с большей пользой». В остальном же, по мнению Краузера, «этот очевидный детектив об убийстве на съемочной площадке представляет собой просто еще одну безразличную отработку Томом Конуэем своей роли обходительного, интуитивного сыщика», а «сама история такая же слабая и избитая, как бутафорский телефон».
С другой стороны, современные историки кино дают фильму высокую оценку. В частности, Хэл Эриксон назвал его «восхитительной частью киносерии о Соколе от RKO», а Дерек Уиннерт заключил, что «фильм на уровень выше остальных в сериале о Соколе». По мнению Уиннерта, картину отличает «точная режиссура Гордона Дугласа, отличная операторская работа Николаса Мусураки, сильный актёрский состав второго плана и очень приличная маленькая детективная история сценариста Джеральда Джерати».
Крейг Батлер также назвал картину «одной из лучших работ во всей серии о Соколе». По мнению критика, «этот фильм доставит удовольствие как поклонникам сериала», так и тем, кто просто ищет «хороший маленький фильм». Хотя «личность злодея немного очевидна», а «с декорациями и с интригой можно было бы сделать ещё больше, но в любом случае этот фильм — отличный способ скоротать время».

### Оценка актёрской игры
Современные критики высоко оценили актёрскую игру в фильме. Крейг Батлер, в частности, написал: «RKO повезло, что Том Конуэй оказался такой способной заменой своему брату (Джорджу Сандерсу, который изначально играл роль Сокола), и здесь Конуэй в отличной форме. Обходительный и галантный, но при этом обладающий внутренней твердостью и порой пугающей способностью преодолевать трудные ситуации, Сокол Конуэя делает фильм огромным удовольствием». По мнению Батлера, «неизмеримую помощь Конуэю оказывает Веда Энн Борг, играющая нагловатую, остроумную таксистку, которая идеально подходит вежливому Соколу. Химия между этими двумя потрясающая, и их совместные сцены — одни из лучших». Как далее пишет Батлер, «у фильма на удивление сильный актёрский состав, а отличная работа Барбары Хейл, Джона Эбботта и Шелдона Леонарда добавляет фильму искры».
Гленн Эриксон отметил, «симпатичных девушек, которые задействованы в картине», среди них «Барбару Хейл в роли старлетки, Джин Брукс в роли костюмера и Веду Энн Борг в роли водителя такси, которая также работает каскадёршей». Среди мужских персонажей Эриксон выделил «Джона Эбботта в роли претенциозного продюсера, который любит сыпать цитатами из Шекспира, и вечного гангстера Шелдона Леонарда, который играет хозяина казино, подозревающего, что его инвестиции в фильм крадут». Стив Льюис, критически оценивший сюжет картины, отметил, что «единственная причина смотреть этот фильм — это Веда Энн Борг».